# Qaanaaq
Qaanaaq je naselje na otoku Grenland. Nalazi se na sjeveru otoka. Drugi naziv mu je Thule.

## Stanovništvo
Na Qaanaaqu živi oko 650 ljudi. To su pretežito Eskimi.